# Amay
Amay (en wallon : Ama) est une commune francophone de l'Est de la Belgique située au bord de la Meuse en Wallonie dans la province de Liège et dans l’arrondissement de Huy, ainsi qu'une localité où siège son administration.
Située sur l'axe Namur-Liège, à l'Est de Huy, Amay est en 2020 la soixante-huitième commune la plus peuplée de Wallonie avec 14 418 habitants et se situe dans l'agglomération hutoise qui comprend 54 634 habitants en 2018 (Huy, Marchin, Wanze et Amay).
La commune regroupe les anciennes communes d'Amay, Ampsin, Flône, Jehay et Ombret-Rawsa. Elle fait partie de la zone de police Meuse-Hesbaye avec les communes d’Engis, Saint-Georges-sur-Meuse, Villers-le-Bouillet, Verlaine et Wanze.

## Géographie
- Superficie : 2 783 hectares.
- Altitude : de 65 à 245 mètres.

### Sections de commune
| # | Nom    | Superf. (km²) | Habitants (2020) | Habitants par km² | Code INS |
| - | ------ | ------------- | ---------------- | ----------------- | -------- |
| 1 | Amay   | 9,20          | 8.448            | 918               | 61003A   |
| 2 | Flône  | 1,90          | 146              | 77                | 61003B   |
| 3 | Ombret | 4,93          | 830              | 168               | 61003C   |
| 4 | Ampsin | 5,57          | 3.568            | 640               | 61003D   |
| 5 | Jehay  | 6,08          | 1.414            | 233               | 61003E   |

### Communes limitrophes
|                           | Verlaine     | Saint-Georges-sur-Meuse |
| Wanze Villers-le-Bouillet | Amay         | Engis                   |
|                           | Huy - Modave | Nandrin                 |

## Démographie

### Démographie: Avant la fusion des communes
- Source: DGS recensements population

### Démographie: Commune fusionnée
En tenant compte des anciennes communes entraînées dans la fusion de communes de 1977, on peut dresser l'évolution suivante :
Les chiffres des années 1831 à 1970 tiennent compte des chiffres des anciennes communes fusionnées.
- Source: DGS , de 1831 à 1981=recensements population; à partir de 1990 = nombre d'habitants chaque 1 janvier[2]

## Histoire
Villa de la Civitas des Tungri, Amay est un ancien établissement romain de la Germanie inférieure ayant pris fin en 492.

## Héraldique
|  | La commune possède des armoiries qui lui ont été octroyées le 22 décembre 1994. Elles sont inspirées de celles de la dernière famille médiévale d'Amay, qui possédait probablement le village jusque 1332. Blasonnement : D'or à trois pals d'azur, au chef de gueules. - Délibération communale : 28 juin 1992 - Arrêté de l'exécutif de la communauté : 12 décembre 1994 |
|  | Drapeau de la commune d'Amay. Le tiers à la hampe rouge, les deux tiers au large constitués de quatre laizes horizontales jaunes alternant avec trois laizes bleues. DC 28 juin 1994 - AE 22 décembre 1994 |

## Politique et administration

### Conseil et collège communal 2024-2030
Ci-dessous, le tableau des résultats des élections communales de 2024.
| Parti | Parti          | Voix (2024) | Voix (2018) | % (2024) | % (2018) | +/-    | Sièges  | +/-  | Collège |
| ----- | -------------- | ----------- | ----------- | -------- | -------- | ------ | ------- | ---- | ------- |
|       | LES ENGAGÉS    | 1.422       | -           | 16,32%   | -        | 0.0 %  | 4 / 23  | 4.0  | Oui     |
|       | PS             | 3.447       | 2.960       | 39,57%   | 33,11%   | 6.46 % | 11 / 23 | 3.0  | Oui     |
|       | Chez Nous      | 472         | -           | 5,42%    | -        | 0.0 %  | 0 / 23  | 0.0  | Non     |
|       | AVENIR         | 827         | -           | 9,49%    | -        | 0.0 %  | 1 / 23  | 1.0  | Non     |
|       | OSONS ENSEMBLE | 2.544       | -           | 29,20%   | -        | 0.0 %  | 7 / 23  | 7.0  | Non     |
|       | ECOLO          | -           | 4.867       | -        | 54,43%   | 0.0 %  | - / 23  | 13.0 | Non     |
|       | AMAY.PLUS      | -           | 1.114       | -        | 12,46%   | 0.0 %  | - / 23  | 2.0  | Non     |
| Total | Total          | 8 712       | 8 941       | 100 %    | 100 %    |        | 23      |      |         |

| Collège communal   |                    |             |
| ------------------ | ------------------ | ----------- |
| Bourgmestre        | Samuel Moiny       | PS          |
| 1er Échevin        | Stéphane Darot     | Les Engagés |
| 2e Échevine        | Janine Davignon    | PS          |
| 3e Échevine        | Vinciane Sohet     | PS          |
| 4e Échevin         | Lionel De Marco    | PS          |
| 5e Échevin         | Jean-Louis Matagne | Les Engagés |
| Présidente du CPAS | Amandine Fraiture  | PS          |

### Liste des bourgmestres
Bourgmestres d'Amay :
- À partir de 2024 : Samuel Moiny (PS)[6]
- 2006-2024 : Jean-Michel Javaux, (Ecolo),
- 2004-2006 : Robert Collignon, (Parti Socialiste),
- 2000-2004 : Robert Collignon, (Parti Socialiste),
- 1995-2000 : Robert Collignon (Parti Socialiste), Jean-Marie Dumoulin, bourgmestre faisant fonction,
- 1987-1994 : Robert Collignon, (Parti Socialiste), Nestor Thirion, bourgmestre faisant fonction de janvier 1992 à 1994
- 1976-1987 : Maurice Dumongh (Parti Socialiste belge, puis Parti Socialiste)
- 1970-1971 : Freddy Terwagne, (Parti Socialiste belge),
- 1944-1970 : Léopold Riga,(Parti Socialiste belge),
- 1921-1938 : Julien Jacquet,(Parti Ouvrier belge),
- 1848-1854 : Joseph Ramoux, (Parti libéral).

## Patrimoine et culture

### Patrimoine architectural
- Collégiale Saint-Georges-et-Sainte-Ode d'Amay, sarcophage de Chrodoara d'Amay.
- Abbaye de la Paix-Dieu, fondée en 1242.
- Prieuré d'Amay, fondé en 1925 pour se consacrer aux liturgies parallèles, byzantino-slave et latine, la communauté ayant déménagé à Chevetogne en 1939[7].
- Donjon d'Amay, dite Tour romane.
- Société anonyme des Charbonnages de la Meuse.
- Les Villas Maréchal, de style Art nouveau, chaussée Roosevelt.

#### Galerie

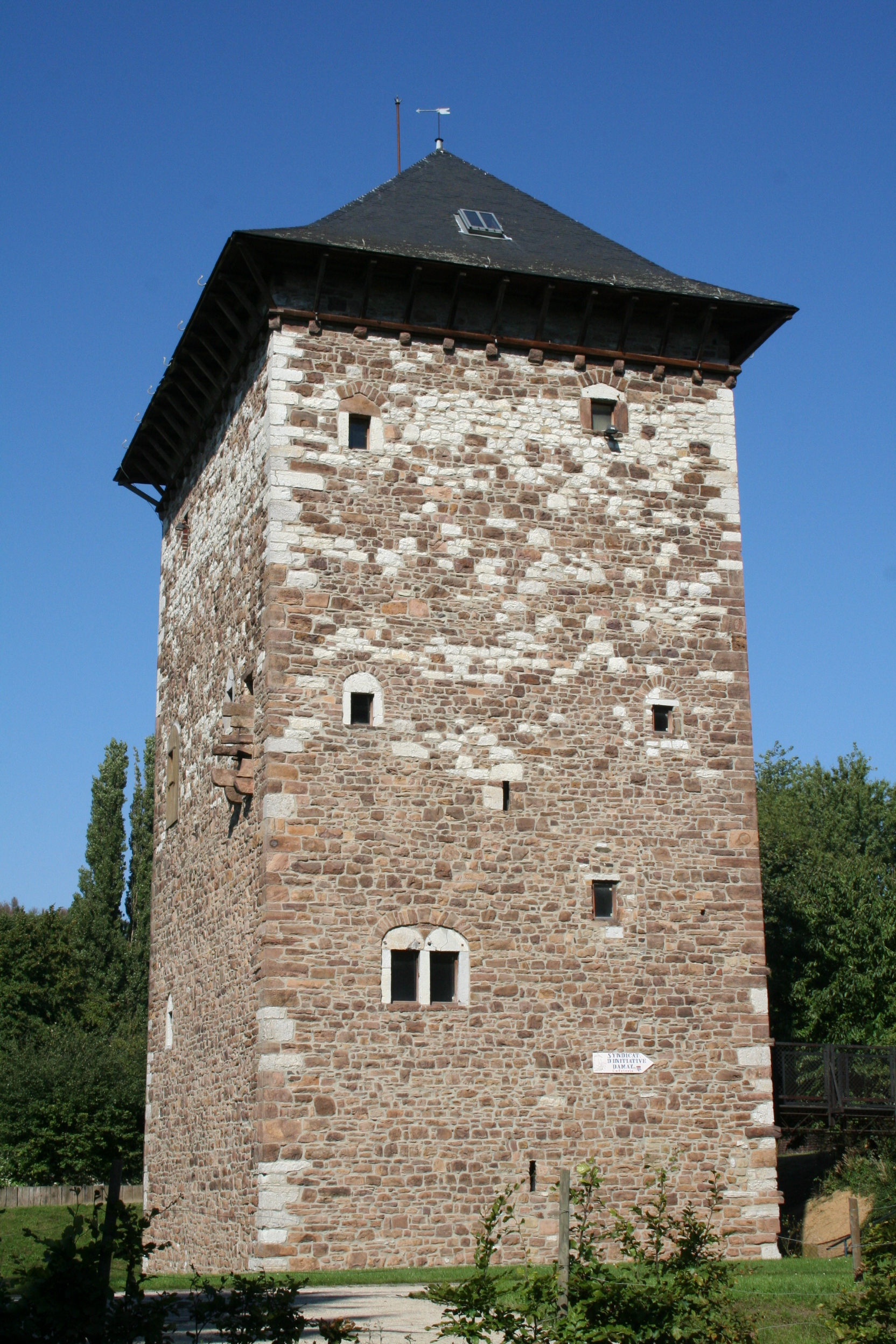
La tour romane (XIIe siècle).
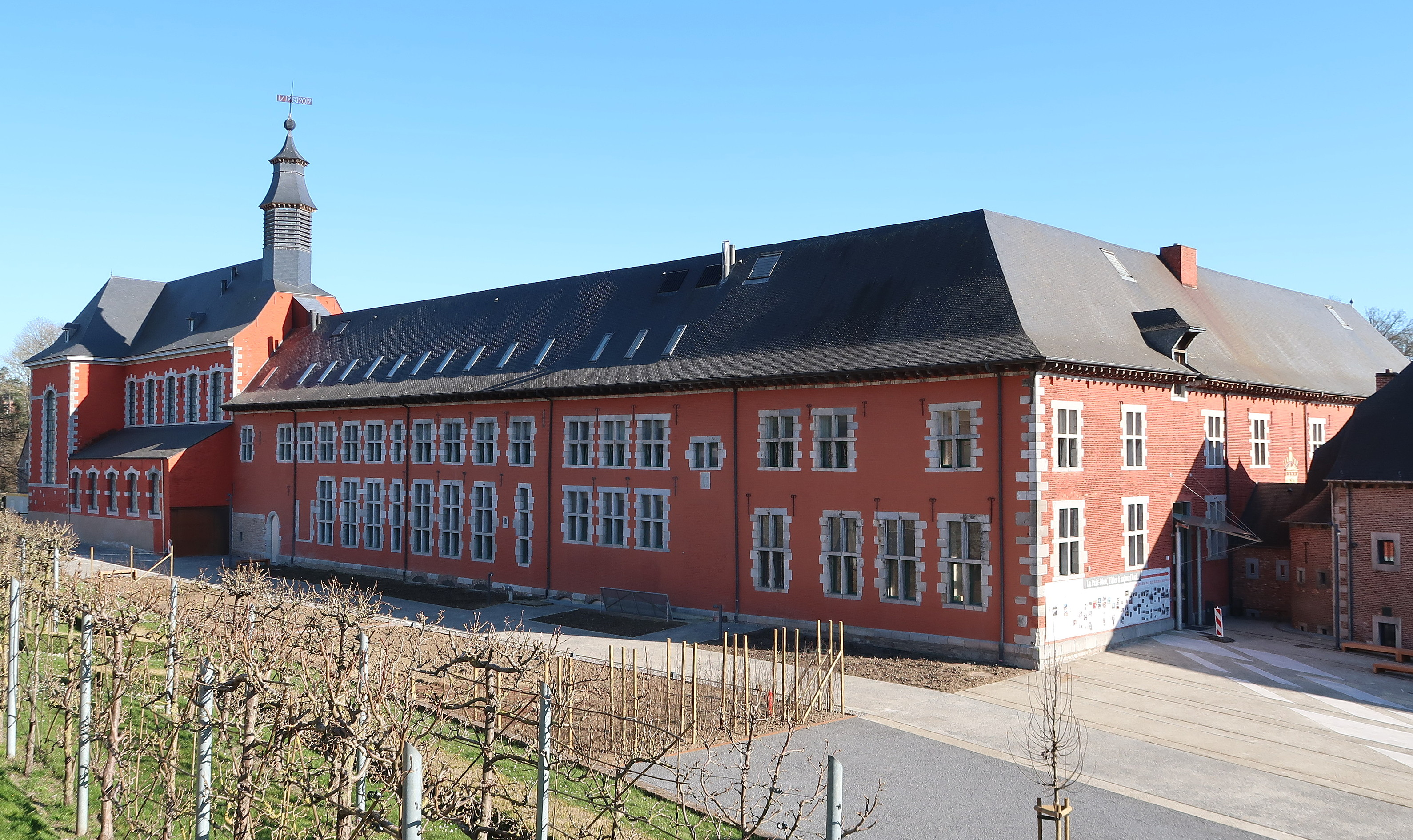
Abbaye de la Paix-Dieu.
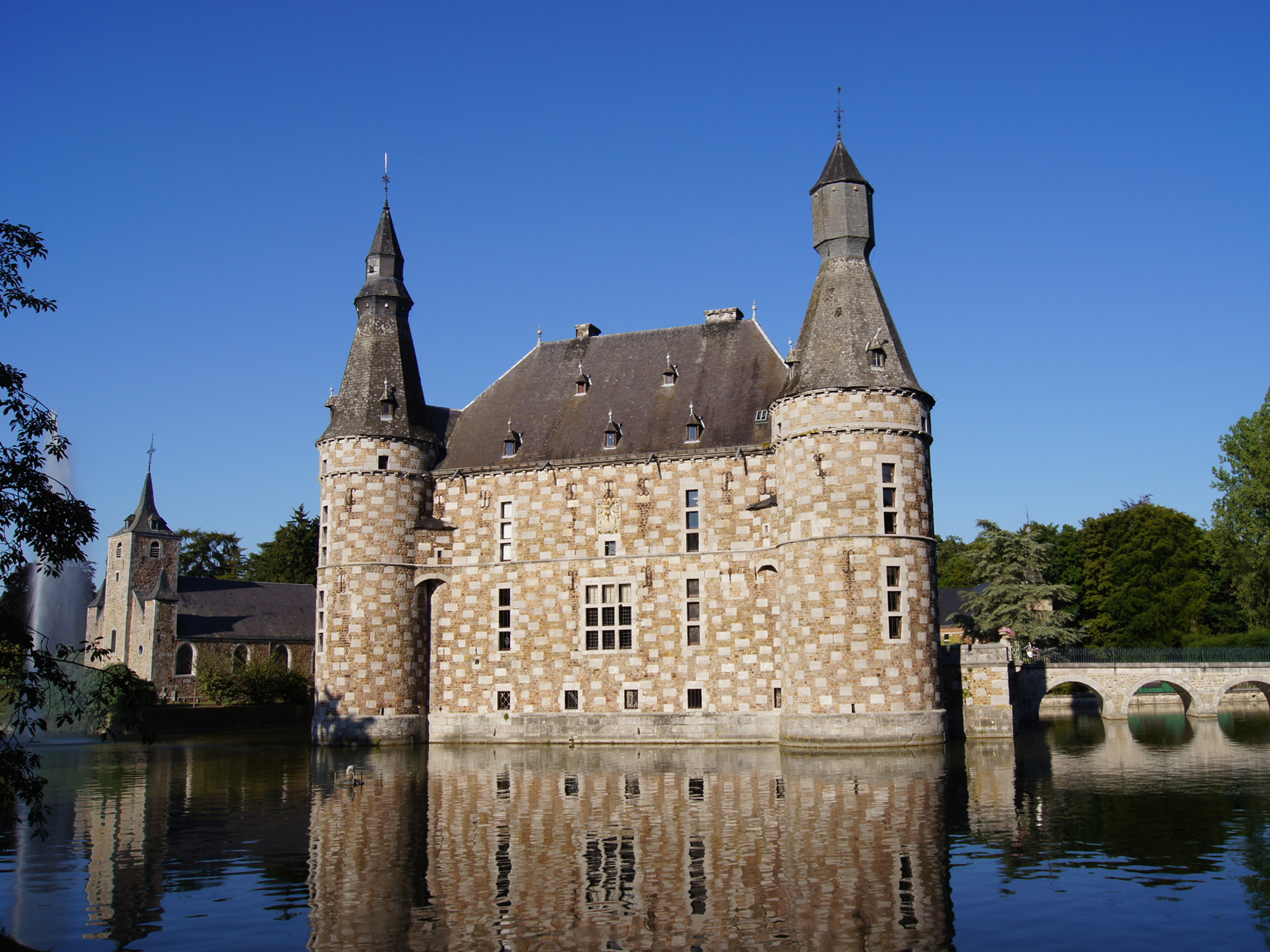
Château de Jehay.
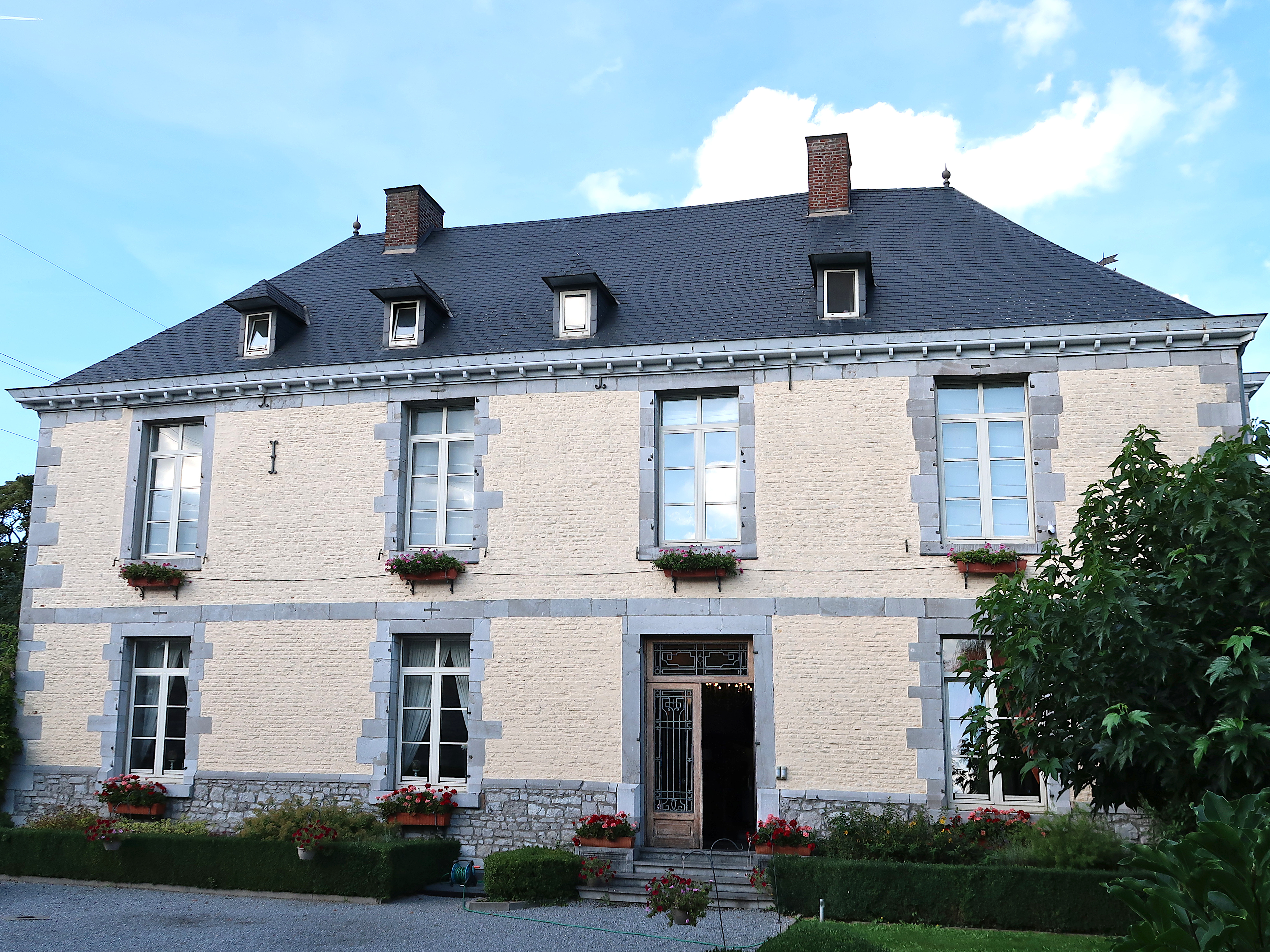
Château de Rorive.
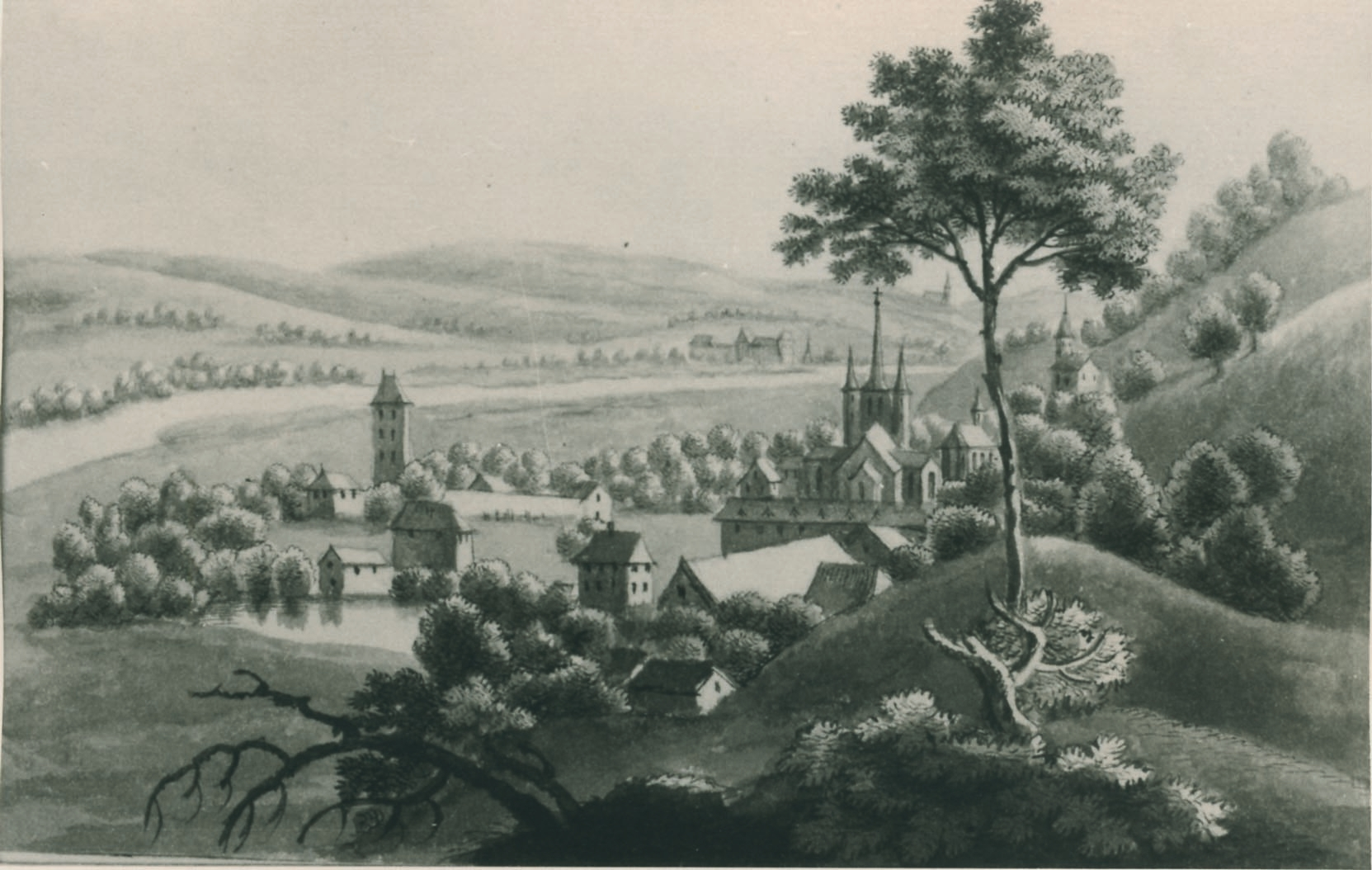
Vue d'Amay, Mathieu-Antoine Xhrouet, 1738.
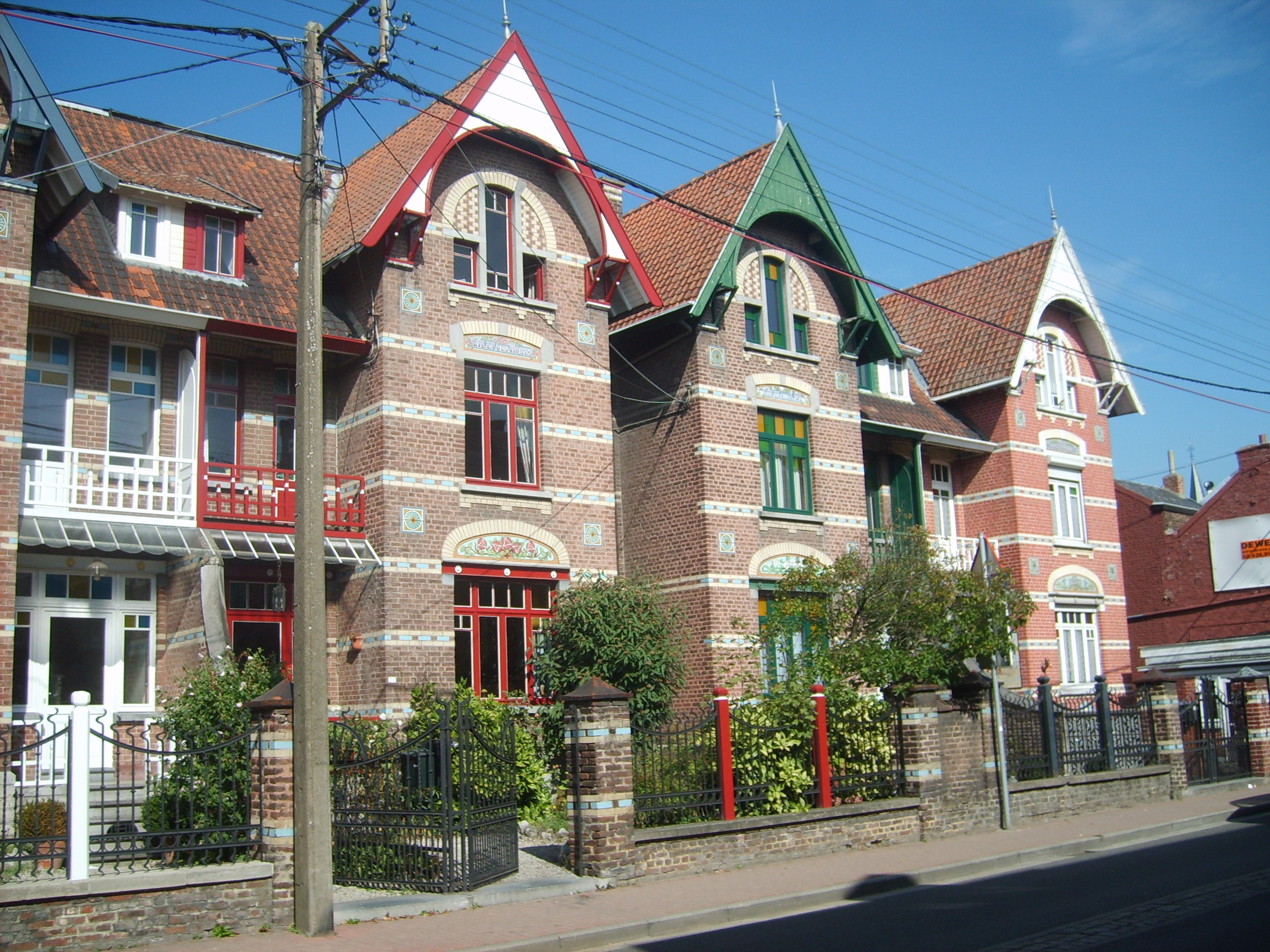
Villas Maréchal à Amay.

#### Cimetières
Amay possède deux cimetières, le vieux cimetière, situé chaussée de Tongres et le nouveau, situé rue Pirka.

## Sports et vie associative

### Sports

#### Handball
- HC Amay évolue en division 2 nationale masculine de handball en Belgique.

#### Football
- RC Amay (Provincial 2).

## Personnalités liées à la commune
- Zénobe Gramme (1826-1901) y est né.
- Freddy Terwagne (1925-1971) y est né.
- Robert Collignon (1943) fut bourgmestre d'Amay de 1987 à 1994 et de 2004 à 2006.
- Pierre Joassin (1948-2023), réalisateur belge.
- Jean-Michel Javaux (1967) fut bourgmestre d'Amay de 2006 à 2024.
- Béatrice Libert (1952) y est née.
- Jean-Marc Renard (1956-2008) y est né.
- Jean-Michel Balthazar (1967), comédien belge.